# El Capitán Marte y el XL5
El Capitán Marte y el XL5 (Fireball XL5, en inglés) es una serie de televisión británica de marionetas electrónicas, de ciencia ficción y aventura. 
Fue creada por Gerry Anderson y Sylvia Anderson y su compañía de televisión APF en asociación con ATV para ITC Entertainment. Fue transmitida originalmente en el Reino Unido de octubre de 1962 a julio de 1963.

## Historia
Se trata de la historia de la tripulación de una nave espacial y de sus viajes y aventuras.El título original en inglés es Fireball XL5. Su creador, Gerry Anderson (1929) era el principal marionetista.  La mayoría de los capítulos tratan acerca de operaciones de rescate, mientras que los episodios que cuentan luchas contra personajes malvados integran el 30 % de la producción.[cita requerida]

## Personajes
- El Capitán Marte (Steve Zodiac en el original inglés),en la voz de Paul Maxwell.
- Robert el Robot: copiloto diseñado por el profesor Matic. En la voz Gerry Anderson.
- El Profesor Matthew Matic: Diseñador, piloto e ingeniero del XL5, con voz de John Bluthal.
- Zoony el Lazoon: mascota perezosa de la Doctora Venus, proveniente del planeta Colevio.
- Doctora Venus: Doctorada en Medicina del Espacio y de origen francés, con la voz de Sylvia Anderson.

## Capítulos
- 1 Planet 46
- 2 The Doomed Planet
- 3 Space Immigrants
- 4 Plant Man From Space
- 5 Spy in Space
- 6 The Sun Temple
- 7 XL5 to H2O
- 8 Space Pirates
- 9 Flying Zodiac
- 10 Space Pen
- 11 Space Monster
- 12 The Last of the Zanadus
- 13 Planet of Platonia
- 14 The Triads
- 15 Wings of Danger
- 16 Convict in Space
- 17 Space Vacation
- 18 Flight to Danger
- 19 Prisoner on The Lost Planet
- 20 The Forbidden Planet
- 21 Robert to the Rescue
- 22 Dangerous Cargo
- 23 Mystery Of The TA2
- 24 Drama At Space City
- 25 1875
- 26 The Granatoid Tanks
- 27 The Robot Freighter Mystery
- 28 Whistle for Danger
- 29 Trial by Robot
- 30 A Day in the Life of a Space General
- 31 Invasion Earth
- 32 Faster Than Light
- 33 The Day the Earth Froze
- 34 The Fire Fighters
- 35 Space City Special
- 36 Ghosts Of Space
- 37 Hypnotic Sphere
- 38 Sabotage
- 39 Space Magnet

## Curiosidades
La clásica frase del robot diciendo "Vamos camino a casa" mientras pilotaba la nave rumbo a la tierra.
... Hay ciertas similitudes entre la forma y denominación de la nave XL-5 y el avión-cohete experimental (pero real) de la NASA de principios de la década del 60 en USA, el X-15...